# Centennial Exhibition
Centennial International Exhibition iz 1876., je bila prva Svjetska izložba održana u Sjedinjenim Američkim državama,  u gradu Philadelphiji (Pennsylvania), u povodu 100 obljetnice potpisivanja Američke deklaracije o neovisnosti u Philadelphiji.  
Službeni naziv ove priredbe bio je Međunarodna izložba umjetnosti i proizvoda zemlje i rudarstva (International Exhibition of Arts, Manufactures and Products of the Soil and 
Mine). Ova izložba trebala je prikazati svijetu, dostignuća novonastale zemlje Amerike, održana je na prostoru Fairmount Park, uz rijeku Schuylkill. 
Sajamske prostore projektirao je Hermann Schwarzmann. Izložbu je posjetilo 10 milijuna 
posjetitelja, što je tada bilo ravno 20% svog stanovništva Sjedinjenih Američkih Država.

## Izložba
Za potrebe izložbe podignuto je 200 paviljona na prostorima sajma. 
Kao velike tehnološke atrakcije na izložbi su prezentirane parne mašine tvrtke Corliss Steam Engine. Pennsylvanijske željeznice pokazale su parnu lokomotivu John Bull, ondašnje tehnološko čudo od brzine i snage.
originally built in 1831.  
Na izložbi su izloženi sljedeći proizvodi masovne potrošnje:
- telefon Alexandera Grahama Bella
- pisaći stroj tvrtke Remington
- kečap tvrtke Heinz
- prethodnicu električnog osvjetljenja tvrtke Wallace-Farmer Electric Dynamo
- Hires Root Beer - osvježavajući bezakoholni napitak (prešasnik Coca cole)
- Za vrijeme izložbe turska delegacija izložila je po prvi put marihuanu u Sjedinjenim Američkim državama (i to je bio jedan od najposjećenijih paviljona).

Na izložbi je izložena desna ruka i torzo budućeg kipa Slobode ovaj izložak gledaoci su mogli vidjeti uz plaćanje dodatne ulaznice od 50 centi.

## Vanjske poveznice
- Portal Centennial Exhibitionu